# AIMP (logiciel)
Pour les articles homonymes, voir AIMP (homonymie).
AIMP (Artem Izmaylov Media Player) est un logiciel gratuit lecteur de médias pour Windows. Il fut écrit par le développeur russe Artem Izmaylov et est maintenant développé par l'équipe de développement AIMP. Il était basé sur la bibliothèque audio BASS, mais depuis la version 3.00 beta il possède son propre moteur audio.
Artem Izmaylov sortit la première version sous le nom "AIMP Classic" le 8 août 2006.
Il dispose également, depuis 2013, d'une version Android.